# Palaeocursornis
Paleocursornis (il cui nome significa "antico uccello corridore") è un genere estinto di pterosauro pterodactyloide azhdarchide vissuto nel Cretaceo inferiore, circa 143 milioni di anni fa (Berriasiano), in quello che oggi è il Cornet, vicino a Oradea, nella Romania nord-occidentale. Il genere contiene una singola specie, ossia P. corneti, descritta nel 1984 sulla base di un singolo osso (MTCO-P 1637) interpretato come la parte distale di un femore sinistro. Inizialmente, si pensava che il femore appartenesse ad un uccello paleognato incapace di volare, probabilmente un ratite, e in seguito venne identificato come un'ornithuromorpho primitivo o un teropode non-aviano (Benton et al., 1997). Tuttavia, un'attenta rivalutazione dell'esemplare suggerì che non fosse affatto un femore, ma un osso del braccio (omero) di uno pterosauro pterodactyloide simile ad Azhdarcho. Il fossile è molto piccolo, lungo appena 2,5 centimetri (1 pollice), sebbene una volta completo sarebbe stato il doppio. Confronti con altri azhdarchoidi suggeriscono che l'apertura alare dell'animale doveva essere di soli 75 centimetri (30 pollici), le stesse dimensioni di un germano reale.
L'animale viveva in quello che alla sua epoca era un arcipelago di isole vulcaniche e coralline nell'est dell'Oceano Ligure-Piemontese. Poiché l'arcipelago si trova a circa 35° N di latitudine in un clima più caldo e umido di quello che presente oggi, l'ambiente doveva essere più o meno simile a quello dei moderni Caraibi ed Indonesiani. L'habitat di Paleocursornis era un terreno collinoso e carsico, con numerosi fiumi d'acqua dolce e salmastra, laghi e paludi (Benton et al., 1997).

## Tassonomia
Inizialmente, le ossa furono descritte come Limnornis corneti (Kessler & Jurcsák, 1984). Tuttavia, quel nome di genere era già stato dato al Limnornis curvirostris, un uccello furnariide. Inoltre, le ossa attribuite al nuovo taxon risultavano essere di due specie diverse, forse nemmeno strettamente imparentate. Sfortunatamente, il nuovo nome in sostituzione di Limnornis corneti si riferiva al materiale delle altre specie (che divenne quindi Eurolimnornis corneti), creando una notevole confusione poiché assegnava lo stesso binomio (corneti) ad entrambe le specie. Tentativi successivi di ridescrivere il femore come Paleocursornis biharicus risultarono invalidi per quanto riguardava il binomio, ma almeno stabiliva un genere corretto (Kessler e Jurcsák, 1986). Il nome attualmente in vigore, Palaeocursornis corneti, venne nominato per la prima volta da Jurcsák & Kessler nel 1985, ma venne interpretato nomen nudum fino all'anno successivo, quando il genere attuale è stato validamente costituito (anche se con un nome della specie inutilmente sinonimo), come menzionato sopra. Questa confusa storia di sinonimia è stata chiarita da Bock & Bühler (1996):

### Sinonimi
- Limnornis corneti Kessler & Jurcsák, 1984 (pre-occupato)
- Eurolimnornis corneti (Kessler & Jurcsák, 1984)
- Palaeocursornis biharicus Kessler & Jurcsák, 1986
- "Palaeocursornis corneti" Kessler & Jurcsák 1985 (nomen nudum)
- "Palaeocursornis biharicus" Kessler & Jurcsák 1985 (nomen nudum)